# اورین اسکوایر
اورین اسکوایر (انگلیسی: Aurin Squire؛ زادهٔ ۱ ژانویهٔ ۱۹۷۹) نمایشنامه‌نویس، فیلم‌نامه‌نویس و روزنامه‌نگار اهل ایالات متحده آمریکا است. وی نمایشنامه‌های فراوانی نوشته است و گزارشگر نیو ریپابلیک، شیکاگو تریبون، میامی هرالد و ای‌اس‌پی‌ان بوده‌است.
از فیلم‌ها یا مجموعه‌های تلویزیونی که وی در آن‌ها نقش داشته‌است، می‌توان به کشمکش خوب، شر، این ما هستیم و مرگ مغزی اشاره نمود.